# Martin Omelka
Martin Omelka (*26. srpna 1965) je český historik a archeolog specializující se na ochranu archeologických terénů, urbánní archeologii, numismatiku a barokní kulturu městského prostředí. Působil v Národním památkovém ústavu a od roku 2009 pracuje v Archivu hlavního města Prahy. Publikuje jak praktické archeologické výzkumné zprávy, tak tematické studie o pohřebních rituálech a metodologické příspěvky k ochraně historické paměti.

## Život
Vystudoval Filozofickou fakultu Univerzity Karlovy v Praze, kde v roce 1992 získal titul Mgr. a v roce 2003 titul PhDr.
V letech 1994–2008 působil jako archeolog v pražském územním pracovišti Národního památkového ústavu, kde vedl řadu výzkumů historických lokalit hlavního města. Od roku 2009 je zaměstnán v Archivu hlavního města Prahy.

## Odborné zaměření
Jeho výzkumné zájmy zahrnují metodiku ochrany archeologických terénů, archeologii městských jader, digitální techniku v archeologii, numismatiku a propojení archeologie městských center s hmotnou a písemnou kulturou baroka.

## Publikační činnost
V rámci publikační činnosti se zaměřuje především na archeologii, historii a novověké nálezy z oblasti Prahy. Často dokumentuje výsledky výzkumů zaniklých hřbitovů, kostelů a dalších historických lokalit.
Mezi jeho významné publikace patří:
- Soubor křížků ze zaniklého hřbitova při kostelu sv. Jana v Oboře (Praha – Malá Strana). I. Obecné formy kříže, 2009
- Soubor křížků ze zaniklého hřbitova při kostelu sv. Jana v Oboře (Praha – Malá Strana). II. Speciální kříže, 2010
- Soubor korálků ze zaniklého hřbitova při kostelu sv. Jana v Oboře (Praha-Malá Strana), 2008
- Pohřební výbava a její symbolický význam pro obyvatele barokních Čech a Moravy, 2009